# Hiến pháp Nga 1918

Quốc huy đầu tiên của nhà nước Nga Xô viết

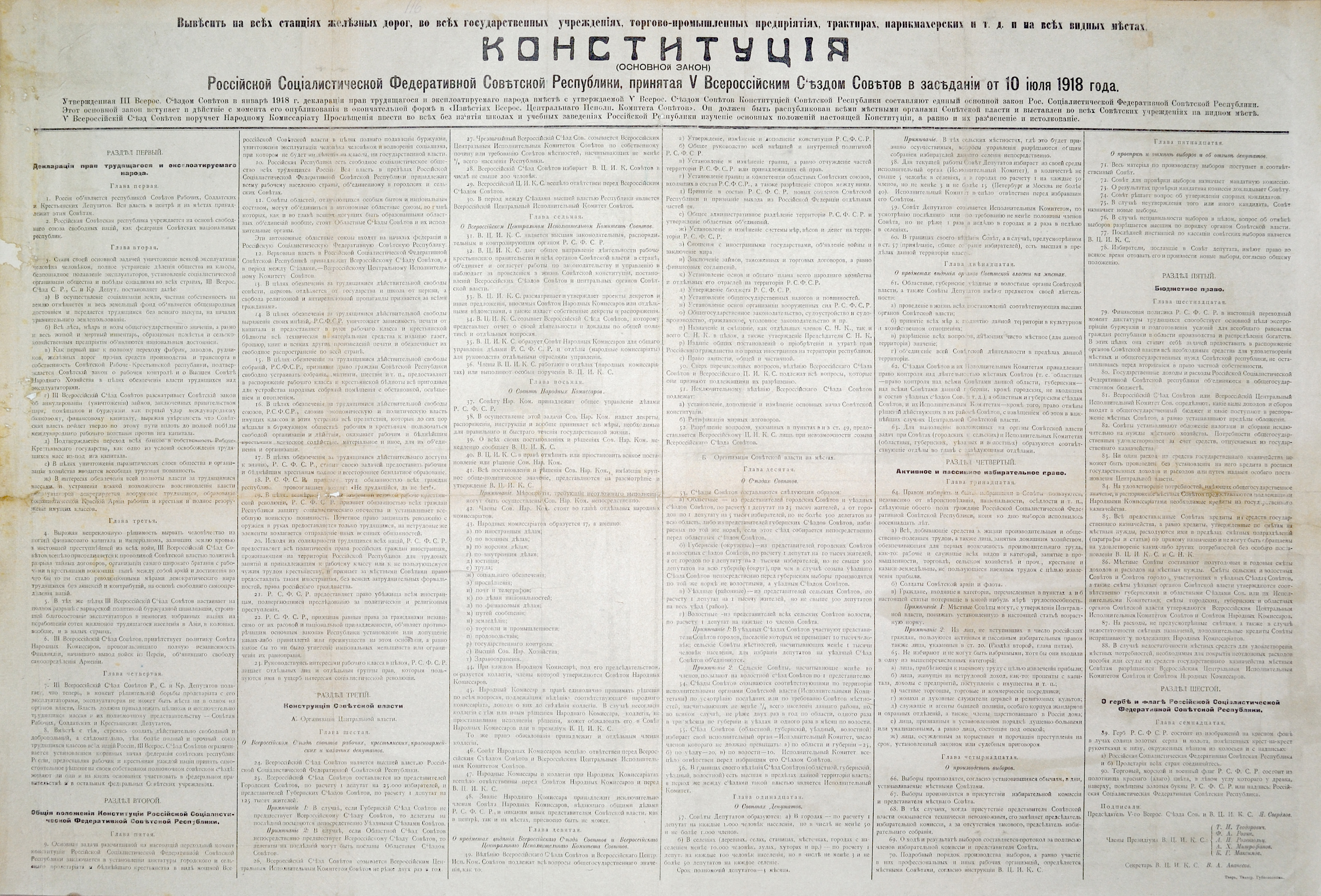
Hiến pháp

Hiến pháp Cộng hòa xã hội chủ nghĩa Xô viết Nga từ năm 1918, còn được gọi là Luật cơ bản (tiếng Nga: Основной закон, đã Latinh hoá: Osnovnoy zakon) điều hành Cộng hòa xã hội chủ nghĩa Xô viết Liên bang Nga, mô tả chế độ nắm quyền trong Cách mạng Tháng Mười năm 1917. Hiến pháp này, được phê chuẩn ngay sau Tuyên ngôn về quyền của những người bị bóc lột và lao động, chính thức công nhận giai cấp công nhân là giai cấp thống trị của nước Nga theo nguyên tắc chuyên chính của giai cấp vô sản, từ đó đưa Cộng hòa Xô Viết thuộc Nga trở thành nhà nước xã hội chủ nghĩa hợp hiến đầu tiên trên thế giới.

## Lịch sử
Các mục tiêu cuối cùng của nhà nước được vạch ra là: "xóa bỏ sự bóc lột nam giới, xóa bỏ hoàn toàn sự phân chia nhân dân thành các giai cấp, đàn áp những người bóc lột và thiết lập một xã hội xã hội chủ nghĩa". Hiến pháp tuyên bố rằng một liên minh lịch sử đã được hình thành giữa công nhân và nông dân, những người cùng nhau điều hành nhà nước thông qua Xô viết. Hiến pháp đã từ chối một cách rõ ràng quyền lực chính trị đối với các tầng lớp cao hơn của xã hội Nga hoặc những người ủng hộ quân Bạch vệ trong nội chiến (1918–1921). Để ngăn chặn các tầng lớp cao hơn đòi lại quyền lực nhà nước, bài báo đầu tiên kêu gọi tất cả công nhân và nông dân được vũ trang và tổ chức thành Hồng quân trong khi các lớp cao hơn được giải giáp hoàn toàn.
Quyền lực tối cao thuộc về Đại hội Xô viết toàn Nga, bao gồm các đại biểu từ các Xô viết địa phương trên khắp nước Nga. Ban chỉ đạo của Đại hội Xô viết - được gọi là Ban chấp hành trung ương - hoạt động như một "cơ quan quyền lực tối cao" giữa các kỳ họp của đại hội và với tư cách là chủ tịch toàn thể của nhà nước.
Đại hội đã bầu Hội nghị Dân ủy (Sovnarkom, Sovet narodnykh kommissarov) là cơ quan hành chính của chính phủ non trẻ và xác định trách nhiệm của nó là "điều hành chung các công việc của nhà nước". (Sovnarkom đã thực thi quyền lực chính phủ từ tháng 11 năm 1917 cho đến khi Đại hội Xô viết thông qua hiến pháp năm 1918 vào ngày 10 tháng 7.)
Một trong những sự lặp lại đầu tiên của cụm từ Kinh thánh lâu năm của Liên Xô đã xuất hiện trong Điều 18, trong đó tuyên bố lao động là nghĩa vụ của tất cả công dân của nước Cộng hòa, và khẩu hiệu: "Ai không làm việc, thì sẽ không ăn!".
Điều quan trọng là, các nguyên tắc chính của Hiến pháp Nga năm 1918 là tiền thân của các hiến pháp tiếp theo của cả hai nước cộng hòa Xô viết thống nhất và tự trị. Chúng được công nhận là nền tảng của Hiến pháp Liên Xô năm 1924, vốn là văn kiện hình thành của Liên bang Cộng hòa xã hội chủ nghĩa Xô viết.